# Медовача
Медовача је ракија из категорије ликера која се кроз историју високо ценила због свог лековитог дејства. Добија се дестилацијом раствора меда и воде који је ферментирао око 72 дана. Након дестилације додаје се бирана врста меда и прополиса. Врло је пријатна на укус и поред своје велике јачине која се осећа у стомаку. У умереним количинама повољно делује на циркулацију, против бактерија и вируса и побољшава апетит и варење, те је идеалан аперитив. Конзумира се расхлађен.
Ракија је жестоко алкохолно пиће. Добија се једноструком или двоструком дестилацијом масе која се добија алкохолним врењем воћа, ражи, кромпира и сличног. У случају када се ракија производи од воћа које има нешто нижи проценат шећера, као што је јабука, врши се вишеструка дестилација масе, да би се добила жељена концентрација алкохола и чистоћа напитка. Јабукова маса се углавном дестилише три пута и таквим поступком се добија ракија јачине 45° (процената алкохола).
Познато је да се сличан напитак спремао још за вријеме старих Римљана. Производи се у готово свим земљама света. Многи из незнања ликер-ракију од меда погрешно називају и “Медовина” . Наиме медовина је вино са додатком меда, док је медовача – медена ракија или правилније ликер од меда (шљивовица, виљамовка, дуњевача, кајсијевача) обогаћена медом. Зависно од количине , квалитета врсте меда који се ставља у базу добија се изразито лепа боја са благим мирисом меда.
Додатком прополиса у готов производ пре врења у бурету добијамо лековит напитак пријатног, мало горчег укуса. Даљи квалитет ликера-ракије добија се његовим старењем у бурету од 2 године на више. Важно је напоменути да посуде са меденом ракијом код старења требају бити у просторијама без присуства других ракија или намирница како не би попримиле стране мирисе.
Готова ракија се пуни обично у пригодне сувенир флаше. Садржај алкохола креће од 16-25% , па понекад и 40% . На литар ракије за добијање праве ароме и боје меда треба цца. 1,50 – 2,00 кг 3-4 врсте меда меда. Тамније врсте меда даће на крају тамнију боју, док светлије врсте попут багрема дају светлију боју.

## Историјат медоваче
Мало људи у ствари зна да је медовача пореклом са простора где су се настанили Стари Словени и да важи за једно од најстаријих пића. Може се рећи да је медовача била древно пиће Старих Словена. За Словена мед је био ,могло би се рећи, основна намирница. Мед је био најбоља храна и пиће.
Поред писаних и усмених доказа за ову тврдњу, докази се налазе и у самом језику. Речи храна, хлеб, ситост потичу од меда као основе живота наших предака. Мед разблажен водом називао са “шћами”. Некада се мед који пчеле сакупљају у саћу називао хлебина. Отуда долази реч хлеб.
Од поленомедних саћа, помешаних са водом, Словени су спремали главно, свакодневно јело које су звали “хлебово”, одакле је касније име прешло у хлеб начињен од пшенице. Од меда и само од меда, наши преци су припремали радосне и лековите напитке тј. медовачу.
Словени нису правили језичку разлику између слатког меда и прерађене медоваче. За Словене и једна и друга врста меда су били просто разни облици једне суштине пчелињег меда, који се понекад, и сам у дупљама, без човекове помоћи претварао у кристалисан мед и у таквом облику остајао очуван много годинама.
У поређењу са алкохолним пићима дејство медоваче је зачуђујуће и чудесно. Медовача даје бодрост, радост и смирење без ошамућивања, раслабљења и нездравог узбуђења. После њене употребе нема главобоље, слабости, мучнине. Напротив, медовача испијена са мером даје снагу и здравље.
Јаку медовачу нису употребљавали у претераној мери, па и кад се појавила вотка, наши преци је нису пили у претераним количинама. Словенске земље обрасле снажним липарима, за медоносне пчеле биле су идеалан стан. Дуга хладна зима омогућавала је пчелама да прибаве најбољи мед, у огромним количинама. Још у 18 веку, неретко су у шумама налазили издубљена, шупља дебла, која су пчеле одавно напустиле, са 240-320 кг. изванредног меда у саћу.
Од меда су су прављени различити напици: од кваса и пива са 10 посто алкохола, преко лаке и средње медоваче од 10-20 посто алкохола, до јаке медоваче од 20-50 посто алкохола.. словенски медовари су брижљиво,варећи мед, чистили полен, који увек постоји у меду и квари медовачу. Пребрзо варење смесе такође доводи до појаве низа штетних састојака, алдехида. Такву медовачу су називали недорађеном и сматрали је штетном.
Појава пива у 12 веку и вотке у 15 веку, не би нанела осетну штету, јакој медовачи, да власт, ошамућена новим напицима, није почела да се бори против пчеларства и медоваче. Ствар је у томе да су словенски народи представљали самобитну пчеларску цивилизацију.
Селећи се по обалама река,које су обиловале рибом, градећи на наводњаваним земљама винограде, Словени су главну пажњу обраћали на пчеларство, гајећи пчеле у ивичним шумама. Густина пчелињих друштава у тим шумама била је веома висока,јер су и мимо природних дупљи,које су заузимали ројеви, у живим шумама, наши преци правили вештачке дупље, правећи кошнице. Пчеле су, уз то, повећавале род свих цветоносних биљака.
Изобиља плодова,јагода и ораха у околним ивичним шумама привлачило је овуда огромну количину звериња и птица. У таквим условима човек не само да се хранио сам, не бојећи се глади, већ је својом делатношћу увеличавао производност живе природе.
Неисцрпни извори хране: рибе, мед, дивљач, ораси, печурке, јагоде, плодови, корење, траве, поврће чинили су словенску заједницу независном од сваке власти. Међутим орање земље учинило је сељаке зависним, уништило шуму и почело давати сировину за производњу пива и вотке, уместо медоваче. Руска православна црква је од самог почетка избегавала све напитке, осим медоваче. Против пива је донет специјални црквени пропис, а вотка је проглашена нечистим пићем, које није од бога.
Словени, спремајући јаку медовачу, на све начине су успоравали њено врење. Ради тога су варени мед држали у ледрама-медушама, или су га закопавали у земљу у хладним и сувим крајевима. У јужним земљама створити дуготрајне услове ради правилног варења јаке медоваче било је немогуће. Но заузврат , у јужним земљама расте много биља које даје слатке плодове и биљне сокове од којих су се правила вина у која су понекад додавали медовачу.
Главно биље, у центру негдашњег древног земљоделства било је хлебно жито. Од њих су, још 3000 пре Христовог рођења, земљоделници научили да готове пиво, док се у Русији пиво појавило тек у 12. веку. Током свих претходних хиљаду година Словени су пили медовачу. Од најстаријих времена њом се лечило читаво Средоземље, Енглеска и Азија. У средњем веку Русија је извозила у Византију и друге земље мед за суму која би данас прерачуната, вредела 50 тона злата годишње! Зависност земаља потрошача од лековитог словенског меда била је потпуна док се код њих није појавила замена за јаку медовачу – шпиритус.
Оштро смањење, а после Смутног доба и потпун прекид извоза медоваче на Запад повукли су за собом дубоке промене у привредном животу словенских народа. Захваљујући искључивој чистоти пчелињег меда, његово шпиритусно врење се обавља скоро без образовања штетних споредних састојака. Једно од главних својстава алкохола јесте способност да се многократно ојача дејство састојака који га прате, како корисних, тако и штетних.
Овим својством алкохола се објашњава ошамућивање, слабост и пијанство, који прате већину алкохолних напитака. Појачана употреба алкохола повећава зависност од њега, но алкохол такође изазива и деловање извесних корисних лековитих дејстава.
Слатка медовача сама по себи има лековита својства. Прерађени мед многократно појачава своје лековито дејство, о чему су добро знали у Средоземљу. Јака медовача тамо је цењена тежином злата и била главни предмет извоза све до 14 века, док француски алхемичари и италијански монаси нису пронашли замену за мед – “аква виту; , воду живота или шпиритус коњака.
Она је проглашена за лек од свих болести. Западна разрада технологије елитних напитака од винове лозе, ради замене за мед. Као и промена великокњажевске власти у руској заједници, испочетка делимичном а касније и потпуном забраном варења меда, изобичајили су медовачу из начина живота. Ова промена у народу је произвела губитак смисла у употреби пића.